# Asclepiodotus
Asclepiodotus of Asclepiodoot (Welsh: Alyssglapitwlws) is meer een legendarische - dan een historische persoon.  Volgens de kroniek van Geoffrey van Monmouth was hij een Romeinse praefectus praetorio die het Romeinse gezag herstelde in Brittannië, volgend op de onwettige regeringen van Carausius en Allectus.  
Geoffrey van Monmouth en de Welshe kronieken plaatsen Asclepiodotus als hertog van Cornwall voordat hij koning van de Britten werd. Alhoewel Monmouth vertelt dat Asclepiodotus ten koste van Allectus tot koning werd verkozen, lijkt het er meer op dat keizer Maximianus hem deze autoriteit gaf.
In 296 viel Asclepiodotus Brittannië binnen, in opdracht van Constantius I, die Caesar was van het westelijk deel van het Romeinse Rijk. Al snel brak hij de weerstand van de Britten, die door opstandige Romeinse legioenen werden gesteund, en bereikte Londen. De Romeinse legioenen waren in de strijd gedecimeerd tot niet meer dan één legioen toen Asclepiodotus toezegde ze te sparen als ze zich overgaven. Het legioen ging daarop in, maar werden daarop onthoofd door de Keltische stam van de Venedoti.
Asclepiodotus werd daarop officieel tot koning gekroond, en regeerde rechtvaardig gedurende tien jaar. Rond het jaar 303 stuurde keizer Diocletianus Maximianus om alle kerken en Bijbels te vernietigen, en alle priesters te doden. In antwoord op Asclepiodotus' steun aan deze wreedheden, rebelleerde Cole, de hertog van Colchester. Asclepiodotus sneuvelde in de slag die volgde, en Cole volgde hem op als koning van Brittannië. 